# Äpplaholm
Äpplaholm var en sätesgård i Norra Sandsjö socken i Nässjö kommun.

## Historik
Äpplaholm var ett frälsesäteri som bestod av 1 mantal i Norra Sandsjö socken, Västra härad. Den ligger belägen vid sjön Nömmen.
Äpplaholm beboddes under 1400-talet av väpnaren Halsten Pædhersson (1408–1417) av släkten Båt, vilken år 1405 var konungens domhavande vid räfstetinget, och sedan av väpnaren Nisse Johansson (1435–1441), vilken år 1441 blev ihjälslagen av väpnaren Birger Trolles svenner, då försökte lämna skydd åt en man, vars gripande denne anbefallt. Därefter omtalas en Lasse Bengtsson såsom bosatt i Äpplaholm (1451), sedan hustru Ingrid Magonsdotter till Äpplaholm. Hon erhöll 1495 av Svante Sture i likvid för 125 mantal, gårdar i Fagerhults socken, Stenberga socken och Högsby socken. I mitten av 1500-talet ägdes gården av Truls Bagge, ärvdes efter honom av Göstaf Olsson (Stenbock). Från 1770-talet och inpå 1840-talet har medlemmarna av släkterna Mannerstedt och Rosenmüller varit ägare av Äpplaholm.